# 옐레나 베레즈나야
옐레나 베레즈나야(라트비아어: Jeļena Berežnaja, 러시아어: Елена Викторовна Бережная, 1977년 10월 11일 ~ )는 라트비아의 전직 피겨 스케이팅 선수이다. 파트너 안톤 시하룰리제와 함께, 그녀는 1998년과 1999년 세계 선수권 대회에서 우승했다. 그녀는 1998년 올림픽에서 은메달을 땄고 2002년 올림픽에서 금메달을 땄다.
1996년 1월에 훈련하는 동안, 그녀는 심각한 부상을 입었다. 그녀는 빠르게 회복했고 1996년 11월에 다른 파트너 안톤 시하룰리제와 함께 복귀했다. 선수 경력 동안, 그들은 러시아 상트페테르부르크에 있는 유빌레이니 스포츠 궁전에서 타마라 모스크비나의 지도를 받았다.